# Nguyễn Từ Chi
Nguyễn Từ Chi (tên đầy đủ là Nguyễn Đức Từ Chi, tên thường gọi là Từ Chi; 1925 – 1995), là một trong những nhà dân tộc học hàng đầu của Việt Nam thế kỷ 20, chuyên gia về người Mường và làng xã người Việt, được truy tặng Giải thưởng Hồ Chí Minh về Văn học Nghệ thuật vào năm 2000. Ông còn được biết đến như một nhà nghiên cứu văn hóa, dịch giả, biên tập viên, nhà giáo dục.

## Tiểu sử
Nguyễn Từ Chi (tên đầy đủ là Nguyễn Đức Từ Chi, bút danh là Trần Từ) sinh ngày 17 tháng 12 năm 1925 tại Đồng Hới, Quảng Bình, thuộc dòng họ Nguyễn Đức ở xã Ích Hậu, huyện Can Lộc nay là huyện Lộc Hà, tỉnh Hà Tĩnh, là một dòng họ Nho học nổi tiếng.
Thuở nhỏ, ông theo học trường trung học Pellerin ở Huế, đậu Tú tài toàn phần Ban Triết học văn chương năm 1945.
Tháng 8 năm 1945, ông tham gia Việt Minh, làm biên tập viên tờ Tin tức Tuyên truyền Trung Bộ; rồi gia nhập Đoàn quân Nam tiến; được kết nạp vào Đảng Cộng sản Việt Nam tại mặt trận Nam Trung Bộ tháng 10 năm 1946. Năm 1948, ông là Chính trị viên Trung đội Trinh sát E80. Từ năm 1950, ông là Chính trị viên Đại đội Trinh sát mang phiên hiệu nói trên. Năm 1953, sau khi tham gia chiến dịch "Giảm tô" và "Cải cách ruộng đất" ở một vài nơi với nhiệm vụ là "Thư ký đội", ông được giải ngũ, được điều ra Việt Bắc làm công tác biên tập cho Thông tấn xã Việt Nam.
Năm 1954, ông theo cơ quan trở về Hà Nội. Năm 1957 ông vào học Khoa Sử, Đại học Tổng hợp Hà Nội khóa 2, chuyên ngành Dân tộc học.
Sau khi tốt nghiệp năm 1960, ông về làm nghiên cứu ở Viện Sử học, tổ Dân tộc học. Năm 1961, ông được cử sang Guinée làm chuyên gia về giáo dục. Sau khi về nước cuối năm 1963, ông được phân công làm việc ở Viện Mỹ thuật – Mỹ nghệ (nay là Viện Mỹ thuật). Năm 1966, ông được điều trở lại công tác tại Tổ Dân tộc học trực thuộc Ủy ban Khoa học xã hội Việt Nam (nay là Viện Khoa học xã hội Việt Nam), được thành lập từ Tổ Dân tộc học của Viện Sử học.
Đến năm 1972, ông chuyển công tác làm biên tập viên cho Tạp chí Nghiên cứu Văn hoá - Nghệ thuật (sau là Tạp chí Văn hóa nghệ thuật) thuộc Hội Văn nghệ Dân gian Việt Nam
Năm 1979-1980, ông được mời sang Pháp trình bày tại Đại học Sorbonne Paris về những kết quả nghiên cứu của mình về người Mường. Ghi nhận những kết quả đó, năm 1984, ông được Nhà nước Việt Nam phong học hàm Phó Giáo sư.
Năm 1987, ông nghỉ hưu. Ông qua đời ngày 15 tháng 10 năm 1995, tại Bệnh viện Hữu nghị Hà Nội.

## Sự nghiệp
Năm 1961, ông được cử sang Guinée làm chuyên gia về giáo dục. Tại đây ngoài thời gian giảng dạy, ông còn nghiên cứu nhiều đến tư liệu dân tộc học châu Phi và liên tục đi điền dã để xây dựng luận án Phó tiến sĩ dân tộc học châu Phi với đề tài về Đế quốc Gao, tức Đế quốc Songhai Tây Phi. Tuy nhiên, khi về nước, đề tài này đã không được chấp thuận.
Có thông minh trời phú, lại ham học hỏi, Từ Chi đã tìm tòi, khám phá, nghiên cứu về người Mường. Ông đã không bị cớm bởi bóng cây cổ thụ Jeanne Cuisinier, một nữ học giả lớn người Pháp đã đến xứ Mường cách đây hơn 60 năm và là tác giả sách Người Mường, địa dư nhân văn & xã hội học (Les Muong géographie humaine et soliologic, Paris 1948). Trong suốt mười năm trời, mỗi năm ông bỏ ra sáu tháng để lên Mường. Ông chọn Mường Động, một địa bàn ít bị những xáo trộn văn hóa, để cắm chốt. Ở đây, ông học tiếng Mường, tham gia sinh hoạt với bà con theo kiểu “ba cùng”, rồi kết nghĩa anh em với người Mường. Bất cứ ở đâu lúc nào, nếu có thể, ông đều thăm hỏi trên thực địa này, dần dà Từ Chi nhận thấy nhiều điều trong cuốn Người Mường của Jeanne Cuisinier chệch với thực tế. Thế là, không giẫm lên vết người trước, Từ Chi vạch được lối riêng cho mình. Nhờ đó, ông đã có những đóng góp lớn trong nghiên cứu Mường, và không chỉ Mường: (1) Nghiên cứu ruộng lang, Từ Chi đã dựng được mô hình chế độ nhà lang. Từ đó chiếu một tia sáng vào cái gọi là “nhà nước Văn Lang – Âu Lạc” qua những lớp sương mù huyền thoại xưa và nay; (2) Nghiên cứu tang ca, ông tìm được vũ trụ quan Mường là ba tầng bốn thế giới tiêu biểu cho các tộc người Đông Dương; (3) Tìm thấy ở hoa văn cạp váy Mường là nơi duy nhất còn lưu lại được những dư ảnh của truyền thống nghệ thuật Đông Sơn. Điều này rất quan trọng vì nó không chỉ tạo lập được sự liên tục qua những đứt đoạn của nền nghệ thuật Việt Nam, mà còn hé ra mối quan hệ cùng gốc của các tộc người cộng cư trên mảnh đất này.
Khi tác phẩm Hoa văn Mường do Nhà xuất bản Văn hóa Dân tộc ấn hành năm 1978 đã được một nhà báo Pháp phát hiện trước khi được giới nghiên cứu trong nước để ý đến. Tiếp đó, đầu những năm 80, khi công trình nghiên cứu Cơ cấu tổ chức của làng Việt cổ truyền ở Bắc Bộ được đăng tải trên một tạp chí ngoại văn thì Từ Chi mới thật sự trở thành một tên tuổi trong làng dân tộc học thế giới. Tác phẩm viết bằng song ngữ Việt – Pháp này, theo Giáo sư Georges Condominas, nguyên Giám đốc Viện Cao học nhân văn Pháp là “một khung quy chiếu mẫu mực về mọi mối quan hệ phức tạp chằng chéo của nền kinh tế tiểu nông dân tộc Kinh xoay quanh một chuỗi vận hành quanh co không ngừng tái sinh, lộn kiếp đầu thai như trong truyện cổ của quá trình tư hữu hóa ruộng đất dưới các hình thức khác nhau, được định vị từ nhiều bình diện, trên nhiều môi trường địa lý, và bằng nhiều lát cắt lịch sử, từ quá khứ cho đến hiện tại, nhờ đấy người khác có thể dựa vào để mở rộng, soi chiếu cho vô số mô hình cụ thể riêng lẻ ở các cơ tầng, vùng miền khu biệt của xã thôn Việt Nam”. (Georges Condominas (1995) Viết cho Từ Chi Tạp chí Xưa & Nay 12/1995)
Ông còn có nhiều công trình viết chung, nhiều công trình đăng trên các tạp chí chuyên ngành có khám phá độc đáo, nhiều sách và ấn phẩm dịch. Với công trình viết bằng tiếng Pháp "Vũ trụ quan Mường" (La Cosmologie Mương, Paris, 1997) ông được giới dân tộc học ở nước ngoài, nhất là ở Pháp coi như chuyên gia số một về người Mường.
Sau khi nghỉ hưu, ông vẫn tiếp tục là cộng tác viên thân tín của Viện Nghiên cứu Đông Nam Á, Tạp chí Đông Nam Á, Viện Dân tộc học, Tạp chí Dân tộc học, Trường Viết văn Nguyễn Du, Nhà xuất bản Ngoại văn (nay là Nhà xuất bản Thế giới), Bảo tàng Con người (Musée de I' Homme) của Pháp ở Paris... Ông cũng tham gia làm ủy viên của nhiều Hội đồng chấm luận án phó tiến sĩ (nay là tiến sĩ) và Hội đồng xét giải thưởng hàng năm cho các tác phẩm nghiên cứu, sưu tầm của Hội viên Hội Văn nghệ Dân gian Việt Nam.
Năm 2000, Từ Chi được Nhà nước Việt Nam đã truy tặng Giải thưởng Hồ Chí Minh về Văn học cho bốn công trình: "Cơ cấu tổ chức của làng Việt cổ truyền ở Bắc Bộ", "Hoa văn Mường", "Hoa văn các dân tộc Gia Lai - Ba Na", "Người Mường ở Hoà Bình".
Ngày 10 tháng 10 năm 2005, Bảo tàng Dân tộc học Việt Nam đã khai mạc triển lãm những di cảo lần đầu tiên được công bố của Từ Chi. Di cảo và di sản của Từ Chi nói chung là những tài sản vô giá!

## Tác phẩm chính
- "Cơ cấu tổ chức của làng Việt cổ truyền ở Bắc Bộ", Nxb Khoa học xã hội. H.1984
- "Hoa văn Mường", Nxb Văn hóa dân tộc. H. 1978
- "Hoa văn các dân tộc Djarai-Bhana", Sở văn hóa thông tin Gia Lai – Công Tum, 1986
- "Người Mường ở Hoà Bình", Hội Sử học Việt Nam & Nxb Văn hóa dân tộc, H.1995
- “Vũ trụ quan Mường” - tiếng Pháp (La Cosmologie Mương, Paris, 1997)

## Vinh danh
- Giải thưởng Hồ Chí Minh về Văn học Nghệ thuật năm 2000.

## Đánh giá
| “                                                                        | Nước Việt Nam mất đi một nhà bác học lớn, đồng nghiệp đã mất đi một người bạn nhiệt tình, một tấm gương (…) Nếu con người bác học khiến người ta phải khâm phục thì con người vừa khiêm tốn vừa uyên bác mà không kiểu cách, có óc hài hước, sâu sắc trong ngôn từ và trong hội họa, thoải mái trong cách ăn mặc đã thu hút lập tức và lâu bền cảm tình của người khác. | ” |
| — Giáo sư Georges Condominas, nguyên Giám đốc Viện Cao học nhân văn Pháp | |   |

## Gia đình
Ông nội Từ Chi là Nguyễn Hiệt Chi, còn gọi là Nguyễn Đức Thuận, hiệu Mộng Thương (1870 – 1936), đỗ đầu xứ rồi đỗ Tú tài trường Bình Định (1906), từng làm ký lục, bổ ngạch Giáo thụ ở Phan Thiết, một trong những người sáng lập Liên thành thư xã, Liên thành thương quán & trường Dục Thanh ở đây. Sau 2 lần bị bắt giam, ông được chuyển về dạy chữ Hán ở trường Quốc học Huế (1917), trường Quốc học Vinh (1921 – 1932). Về hưu ông lập Mộng Thương thư trai, cùng với Long Cương tàng thư của Cao Xuân Dục ở Diễn Châu là 2 thư viện gia đình lớn nhất xứ Nghệ đầu thế kỷ XX.
Người em ông nội là Nguyễn Hàng Chi (1885 – 1908) học giỏi nhưng không chịu đi thi, là chí sĩ Duy tân nổi tiếng cầm đầu phong trào chống thuế ở Nghệ Tĩnh, bị Pháp bắt giao tòa án Nam triều xử tử cuối tháng 7-1908.
Thân phụ ông là bác sĩ Nguyễn Kinh Chi (1898 – 1986), là Thứ trưởng Bộ Y tế đầu tiên của nước Việt Nam Dân chủ Cộng hòa, đại biểu Quốc hội khóa I-IV, tác giả các sách Mọi Kontum (viết chung với Nguyễn Đổng Chi), Du lịch Quảng Bình, Công nghệ Quảng Bình.
Thân mẫu ông là bà Tôn Nữ Thị Vân thuộc dòng hoàng tộc ở Huế. Sinh ra ở Quảng Bình nhưng ông học phổ thông ở quê ngoại. Ông vừa mang trong mình sự thông minh, tính gàn của con người xứ Nghệ, vừa mang những nét thâm trầm, hóm hỉnh của người dân cố đô Huế.
Chú ruột ông là nhà nghiên cứu văn hóa dân gian, Giáo sư Nguyễn Đổng Chi (1915 – 1984), một học giả nổi tiếng được truy tặng Giải thưởng Hồ Chí Minh đợt I năm 1996.